# Pokémon Snap
Pokémon Snap (ポケモンスナップ, Pokemon Sunappu) é um jogo da série Pokémon, lançado em 1999 para Nintendo 64. É um dos primeiros spin-offs da série. Nele, o jogador controla um fotógrafo, Todd Snap, cujo objetivo é fotografar cada Pokémon no melhor ângulo.
Foi o primeiro jogo da Série em que os Pokémons eram capazes de falar, tendo a mesma voz dos dubladores da série animada.

## Gameplay
O objetivo do jogo é fotografar cada pokémon no melhor ângulo possível, semelhante a um jogo de tiro. É possível tirar sessenta fotos da mesma fase e depois escolher a melhor para dar de presente ao Prof. Carvalho, que avalia o estado da foto e dá pontos ao jogador para destravar recursos no jogo. Os critérios de avaliação são:
- Special: é dado caso o Pokémon estava numa posição ou estava fazendo algo interessante no momento em que a foto foi tirada.
- Tamanho: o Pokémon não pode estar muito pequeno nem com cortes na fotografia.
- Pose: avalia a pose do Pokémon
- Outro Pokémon: caso haja dois ou mais pokémons em uma foto e caso estes estejam bons, pontos extras são dados.
- Técnica: caso o Pokémon esteja bem centralizado, pontos extras são dados.

## Enredo
Todd, um fotógrafo de pokémons, é chamado pelo Prof. Carvalho para ir a uma ilha para ajudá-lo com uma pesquisa. Ele precisa de qualidades nas fotos para ajudá-lo a entender melhor o comportamento dos Pokémon. Em uma ilha, onde os Pokémon não são perturbados por humanos, Todd viaja pela ilha e fotografa os Pokémon em cima de seu buggy chamado Zero-One.

## Fases
Pokémon Snap apresenta apenas sete fases, mas é necessário voltar a algumas fases para ajudar ainda mais o Prof. Carvalho e encontrar mais coisas interessantes, principalmente achar e fotografar as "Marcas de Pokémon", coisas comuns que têm a forma dos Pokémon.

## Recepção
Pokémon Snap foi citado como um jogo bom e inovador, mas recebeu muitas críticas por conter apenas 63 dos 151 Pokémon existentes na época.

## Relançamento
O jogo recebeu uma versão para o Virtual Console do Nintendo Wii, lançada em dezembro de 2007, idêntica à versão para Nintendo 64, exceto pelo fato de que as fotos podem ser postadas no Wii Message Board. É o primeiro jogo do Virtual Console a ter alguma "mudança" em relação ao jogo original.
Em abril de 2016, Pokémon Snap foi relançado no Japão como um título do Virtual Console do Wii U. Esta versão foi relançada na Europa e Austrália, em agosto do mesmo ano, e na América do Norte em 5 de janeiro de 2017.